# سيدي حمادي
سيدي حمادي هي قرية مغربية شمال المملكة. تنتمي سيدي حمادي لإقليم الفقيه بنصالح. تضمت هذه القرية 14.535 نسمة (إحصاء 2004).